# 영해여자정보고등학교
영해여자정보고등학교는 경상북도 영덕군 영해면에 있었던 공립 고등학교이다.

## 연혁
- 1967년 3월 6일 : 영해여자상업고등학교로 개교
- 1982년 : 영해여자종합고등학교로 변경
- 1993년 : 영해여자상업고등학교로 환원
- 1999년 : 영해여자정보고등학교로 변경
- 2009년 3월 1일 : 폐교 및 영해고등학교 통폐합

## 폐교 이후
폐교 이후, 영해여자정보고등학교 교사는 현재 전통문화체험 시설로 활용하고 있다.